# Stephanie Labbé
Stephanie Labbé, född 10 oktober 1986 i Edmonton, är en kanadensisk fotbollsmålvakt som spelar för FC Rosengård och det kanadensiska landslaget. Hon vann en bronsmedalj med Kanada vid OS 2016 och en guldmedalj vid OS 2020.

## Klubbkarriär
Labbé spelade som målvakt för Piteå IF 2009–2011. Labbé bytte sedan klubb till KIF Örebro där hon spelade mellan 2012 och 2014. Hon blev nominerad till årets målvakt vid Fotbollsgalan 2014.
I december 2020 värvades Labbé av FC Rosengård.

## Landslagskarriär
Labbé spelade i fyra av Kanadas fem matcher i VM 2015 och tog en bronsmedalj vid de olympiska fotbollsturneringarna 2016 i Rio de Janeiro. Vid olympiska sommarspelen 2020 i Tokyo var Labbé en del av Kanadas lag som tog guld.